# Diapetimorpha bellatoria
Diapetimorpha bellatoria är en stekelart som först beskrevs av Olivier 1792.  Diapetimorpha bellatoria ingår i släktet Diapetimorpha och familjen brokparasitsteklar. Inga underarter finns listade i Catalogue of Life.